# Dutch Zwilling
Edward Harrison « Dutch » Zwilling (né le 2 novembre 1888 à Saint-Louis, Missouri et mort le 27 mars 1978 à La Crescenta, Californie) était un joueur américain de baseball.
Frappeur et lanceur gaucher, il évolue au poste de voltigeur de centre pour les White Sox de Chicago de la Ligue américaine en 1910, les Whales de Chicago de la Ligue fédérale en 1914 et 1915, puis pour les Cubs de Chicago de la Ligue nationale en 1916. En 366 matchs joués lors de ces 4 saisons de Ligues majeures, il réussit 364 coups sûrs dont 30 circuits, amasse 202 points produits et 167 points marqués, et maintient une moyenne au bâton de ,284. 
Il se distingue surtout chez les Whales, où il joue 154, puis 150 matchs par saison, respectivement en 1914 et 1915, tandis qu'il ne dispute que 27 parties chez les White Sox et 35 chez les Cubs. Il mène la Ligue fédérale avec 16 circuits en 1914,, et domine la ligue pour les points produits avec 94 en 1915.
Dutch Zwilling est le 3 374e joueur à évoluer dans le baseball majeur (d'après Baseball-Reference). Pendant plus d'un siècle, son nom est par ordre alphabétique le dernier parmi tous ceux qui ont joué dans les majeures, et ce, jusqu'à l'arrivée en 2015 de Tony Zych,, le 18 619e joueur des majeures.
Après sa carrière de joueur, il est gérant en ligue mineures des Blues de Kansas City de l'Association américaine, et du club de St. Joseph dans la Western League (en). Il est de plus dépisteur pour les Yankees de New York et les Mets de New York. Il meurt en 1978, d'une longue maladie, à l'âge de 89 ans.